# Les Arpenteurs
Les Arpenteurs é um filme de comédia da Suíça de 1972, realizado por Michel Soutter. O filme foi submetido ao Festival de Cannes 1972.

## Resumo
Um cartógrafo aceita a oferta de um homem enamorado para levar uma encomenda à sua amada.
Mas encontra em casa desta outra mulher, que acaba por o seduzir. Quando dá pela troca de pessoas, tenta a todo o custo encontrar a mulher pretendida, mas as duas mulheres descobrem-no e agem contra ele.
Uma iniciação poética e irónica da geometria do amor de um, injustamente, menos conhecido realizador suiço, que dirigiu para a televisão trabalhos de Harold Pinter e que adaptou os misteriosos e quase-banais diálogos deste para o seu estilo pessoal e autêntico.
Fotografia a preto-e-branco.

## Elenco
- Marie Dubois
- Jean-Luc Bideau
- Jacques Denis
- Jacqueline Moore
- Michel Cassagne
- Armen Godel
- Germaine Tournier
- Nicole Zuffery